# Drowned God
Drowned God: Conspiracy of the Ages est un jeu vidéo d’aventure de science-fiction développé par Epic Multimedia Group  et publié par Inscape (en) le 31 octobre 1996. Le jeu est centré sur une théorie du complot affirmant que l’histoire de l’humanité est un mensonge et que l’évolution de la race humaine est l’œuvre des extraterrestres. Le joueur tente de découvrir la vérité en voyageant dans différents mondes dans lesquels il doit interagir avec des personnages historiques ou de fictions et résoudre des énigmes. Le jeu est basé sur un livre écrit par Harry Horse en 1983. Ayant fait face à des soucis juridiques lorsqu’il essaye de vendre son texte, celui-ci ne parvient pas à faire publier son manuscrit. Après avoir joué à Myst et The 7th Guest dans les années 1990, il a cependant l’idée d’en faire un jeu vidéo d’aventure. Pour cela, il est aidé par le producteur Algy Williams qui engage des artistes et des programmeurs pour l’assister dans le développement du jeu. À sa sortie, le jeu se vend bien mais sa popularité décline rapidement du fait de nombreux bugs et de l’absence de patch. Le concept du jeu et ses graphismes sont bien reçu par les critiques, son gameplay, ses effets sonores et ses énigmes ne faisant en revanche pas l’unanimité. Une suite est au départ prévue mais son développement est finalement abandonné.

## Accueil
| Drowned God          |      |       |
| Média                | Pays | Notes |
| Entertainment Weekly | US   | C+    |
| GameSpot             | US   | 62 %  |
| Just Adventure       | US   | B+    |
| PC Gamer             | US   | Moyen |